# La Puce à l'oreille
La Puce à l'oreille est un vaudeville de Georges Feydeau créé au Théâtre des Nouveautés le 2 mars 1907.
C'est une comédie basée sur des quiproquos et des malentendus entre les personnages qui se suspectent tous mutuellement d'adultère.

## Personnages
| Acteurs et actrices ayant créé les rôles                                                |                   |
| Personnage                                                                              | Acteur ou actrice |
| Victor-Emmanuel Chandebise, chef de l'assurance Boston Life Company                     | Alexandre Germain |
| Raymonde, sa femme                                                                      | Armande Cassive   |
| Camille, son neveu                                                                      | Torin             |
| Carlos Homenidès de Histangua, client de Chandebise                                     | Milo de Meyer     |
| Lucienne, sa femme, amie de Raymonde                                                    | Suzanne Carlix    |
| Étienne, valet de Chandebise                                                            | Paul Ardot        |
| Antoinette, cuisinière de Chandebise et femme d'Étienne                                 | Gens              |
| Docteur Finache, médecin travaillant pour la Boston Life Company                        | Matrat            |
| Romain Tournel, collègue de Chandebise et amoureux de Raymonde                          | Marcel Simon      |
| Augustin Ferraillon, chef de l'Hôtel du Minet Galant                                    | Landrin           |
| Olympe Ferraillon, sa femme                                                             | Rosine Maurel     |
| Eugénie, femme de chambre au Minet Galant                                               | J. Rose           |
| Poche, garçon au Minet Galant et sosie de Chandebise                                    | Alexandre Germain |
| Rugby, client au Minet Galant                                                           | Roberthy          |
| Baptistin, oncle de Ferraillon, employé au Minet Galant pour empêcher le flagrant délit | Gaillard          |

## La trame, acte par acte

### Acte I
La scène est dans le salon des Chandebise. On apprend que Camille et Antoinette ont secrètement une liaison amoureuse et qu’Étienne est jaloux.
Raymonde, à qui Tournel fait la cour, se méfie de la fidélité de son mari : la poste lui a livré ses bretelles, perdues à l’Hôtel du Minet Galant, établissement proprement immoral qui se trouve à Montretout, en banlieue parisienne. Raymonde demande à son amie Lucienne d’écrire une lettre anonyme à Victor-Emmanuel dans laquelle elle lui proposerait un rendez-vous au dit hôtel.
Chandebise rentre et Raymonde croit pouvoir l’attraper en brandissant les bretelles. Finache, le docteur, s’entretient avec Camille sur l’hôtel. On apprend par la suite que Chandebise a des problèmes de puissance et pour cela porte des bretelles spéciales qu’il n’ose pas montrer à sa femme ; il a donné ses bretelles ordinaires à Camille.
Recevant la lettre compromettante, Chandebise ne peut y croire et persuade Tournel que le destinataire doit être lui, et que c’est aussi Tournel qui doit donc aller au rendez-vous. Il montre ensuite la lettre à Histangua, qui reconnaît l’écriture de sa femme et, pris de fureur, décide de la tuer ainsi que son amant présumé.

### Acte II
La scène est au premier étage de l’Hôtel du Minet Galant. Les Ferraillon attendent Camille Chandebise, ayant reçu une dépêche de sa part. Finache arrive et prend une chambre. Puis vient Raymonde et se laisse introduire dans la chambre réservée au nom de Chandebise. Tournel vient à son rendez-vous et est joyeusement surpris en y trouvant Raymonde. Elle découvre que son mari lui est fidèle et refuse d’aller au lit avec Tournel. Lors d’une petite bagarre, il appuie sur un bouton qui fait tourner le mur et apparaître un lit dans lequel est couché Baptistin, souffrant de rhumatismes.
Raymonde, effrayée, se précipite dans le couloir - où elle voit Poche et le confond avec son mari. Le lit tournant fait que Raymonde et Tournel se voient tout à coup confrontés à Poche, portrait craché de Victor Emmanuel Chandebise, auquel ils veulent tout expliquer. Les Ferraillon, cependant, assurent qu'il s'agit de leur garçon.
Camille arrive avec Antoinette. Voyant Poche, les deux aussi sont effrayés. En plein désordre surgit Étienne qui vient pour alerter Lucienne, mais il trouve Antoinette à demi nue dans le lit de Rugby un anglais habitué de l'hôtel.
Lucienne et Chandebise arrivent presque en même temps. Il lui reproche d'avoir écrit cette lettre et lui parle de la fureur de son mari. Les deux veulent s'enfuir, mais trop tard : Histangua arrive déjà et cherche sa femme partout dans l'hôtel.
Il s'ensuit toute une série de changements de chambre, de quiproquos et de malentendus entre les personnages.

### Acte III
La scène est à nouveau dans le salon des Chandebise. Antoinette affirme en face d'Étienne qu'elle n'est pas sortie cet après-midi - ce que, inexplicablement, le concierge confirme.
Raymonde et Tournel rentrent. Elle le presse de rester avec elle pour affronter son mari. Lucienne rentre, terrorisée de la fureur de son mari.
Poche arrive pour récupérer son veston. À nouveau, tous le prennent pour Chandebise. Finache, qu'on appelle au secours, le déclare alcoolique. On le met au lit pour le guérir de son délire.
Camille rentre haletant. Il essaie de s'expliquer devant Poche, qu'il croit être son oncle. Poche se remet au lit. Ensuite rentre Chandebise, et Camille croit voir des fantômes.
Histangua arrive et menace Chandebise. Il trouve le papier à lettres sur lequel Lucienne a écrit la lettre. Elle entre et lui explique toute l'intrigue en espagnol. Enfin, avec Ferraillon qui confirme que son garçon est du même aspect que Chandebise, on assiste au dénouement heureux pour tous les personnages.

## Le comique de la pièce
Le comique de La Puce à l'oreille est essentiellement fondé sur le quiproquo qui s'installe à cause de la ressemblance extrême entre Chandebise et Poche. Le spectateur, qui sait qu'il s'agit de deux personnages qui n'ont rien à voir l'un avec l'autre, a toujours une avance de compréhension par rapport aux personnages sur scène : il comprend pourquoi il est inutile pour Raymonde, Tournel et Camille de s'expliquer devant Poche, et il sait que Chandebise n'est pas le garçon de l'hôtel.
Un comique technique est ajouté à cela par le moyen du lit tournant qui surprend surtout les personnages sur scène et qui fait donc rire le spectateur qui en connaît la raison secrète.

## Reprises

### Comédie-Française, 1979
(captation télévisée du 7 juillet 1979 par Guy Seligmann pour Antenne 2)
- Mise en scène : Jean-Laurent Cochet
- Décors : Georges Wakhevitch
- Costumes : Rosine Delamare

Distribution
- Jean Le Poulain : Victor-Emmanuel Chandebise / Poche
- Paule Noëlle : Raymonde Chandebise
- Alberte Aveline : Lucienne Homénides de Histangua
- Alain Pralon : Romain Tournel
- Georges Descrières : Carlos Homénides de Histangua
- Michel Aumont : Augustin Ferraillon
- Yvonne Gaudeau : Olympe Ferraillon
- Bérengère Dautin : Eugénie
- Georges Chamarat : Baptistin
- Michel Duchaussoy : Camille Chandebise
- Alain Feydeau : Docteur Finache
- Guy Michel : Étienne
- Virginie Pradal : Antoinette
- Bernard Dhéran : Rugby

### Théâtre des Variétés, 1996
Du 12 octobre 1996 au 30 mars 1997, puis du 3 octobre 1997 au 4 janvier 1998 au Théâtre des Variétés
- Mise en scène : Bernard Murat
- Décor : Nicolas Sire
- Costumes : Dominique Bordes
- Lumières : Laurent Castaingt
- Son : Michel Maurer

Distribution
- Jean-Paul Belmondo : Victor-Emmanuel Chandebise / Poche
- Cristiana Reali : Raymonde Chandebise
- Sabine Haudepin ou Charlotte Kady : Lucienne Homénides de Histangua
- Pierre Vernier : Romain Tournel
- Antoine Duléry : Carlos Homénides de Histangua
- Laurent Gamelon : Augustin Ferraillon
- Arlette Didier : Olympe Ferraillon
- Annie Grégorio : Eugénie
- Serge Berry : Baptistin
- Jean-Paul Bordes : Camille Chandebise
- Gaston Vacchia : Docteur Finache
- Urbain Cancelier : Étienne
- Brigitte Chamarande : Antoinette
- Paul Bandey : Rugby

## Adaptations cinématographiques
- La Puce à l'oreille, film français réalisé par Marcel Simon en 1914.
- La Puce à l'oreille (A Flea in Her Ear), film franco-américain réalisé par Jacques Charon en 1968.
- La Puce à l'oreille, téléfilm français réalisé par Yves Di Tullio en 1997.

## Adaptations télévisées
- 1956 : La Puce à l'oreille téléfilm français de Stellio Lorenzi
- 2002 : La Puce à l'oreille (Brouk v hlavě) téléfilm tchèque de Zdeněk Zelenka